# Утагава Садахидэ

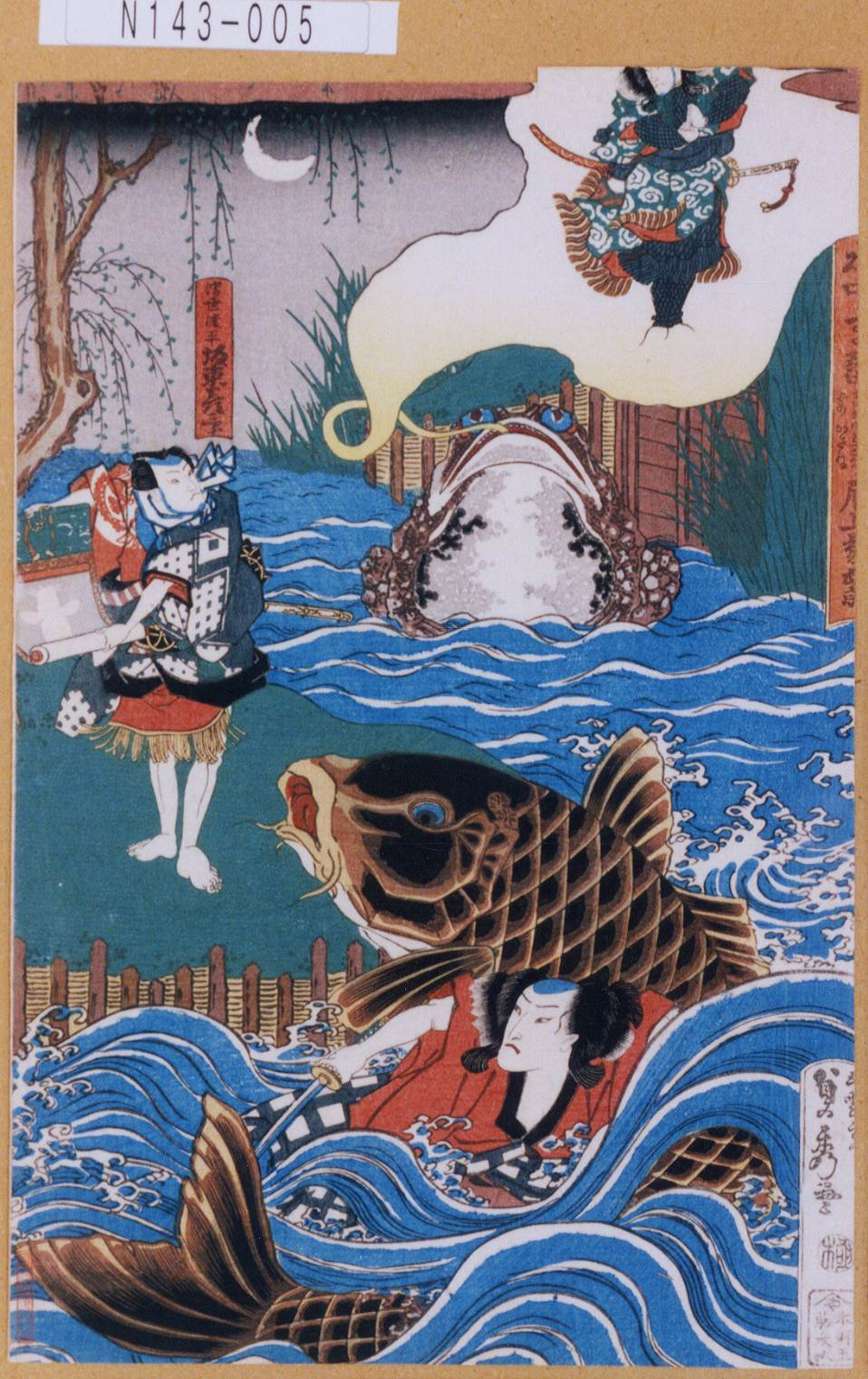
Утагава Садахидэ. Актёры Оноэ Кикугоро III и Бандо Хикосабуро.

Утагава Садахидэ (яп. 歌川貞秀, 1807—1873) — японский художник, мастер укиё-э, представитель школы Утагава.

## Биография и творчество
Утагава Садахидэ — один из последних представителей поколений учеников мастера укиё-э Утагавы Кунисады. Кроме Кунисады на работы Садахидэ оказало влияние творчество Утагавы Куниёси, ко всему прочему художник выработал и свой непохожий на других стиль, прославившись как мастер в жанре йокогама-э.
Только в середине XIX века в Японии появился жанр йокогама в графическом искусстве. Несколько столетий Япония была изолирована от остального мира. И только под давлением США, Англии и России правительство Японии пошло на уступки. В 1859 году Йокогама, поселок находящийся к югу от Эдо, стал первым портом для иностранных судов.
Садахидэ использовал в своих работах приём вида «с высоты птичьего полёта», не характерного для искусства укиё-э. Он объединял несколько листов в триптихи, создавая тем самым широкие панорамы городов, войск и т. д.. К подобным работам относится серия Садахидэ «Знаменитые достопримечательности Восточной столицы».
Творчество Садахидэ было высоко оценено, и в 1867 году совместно с другими художниками представлял Японию на Всемирной выставке в Париже.

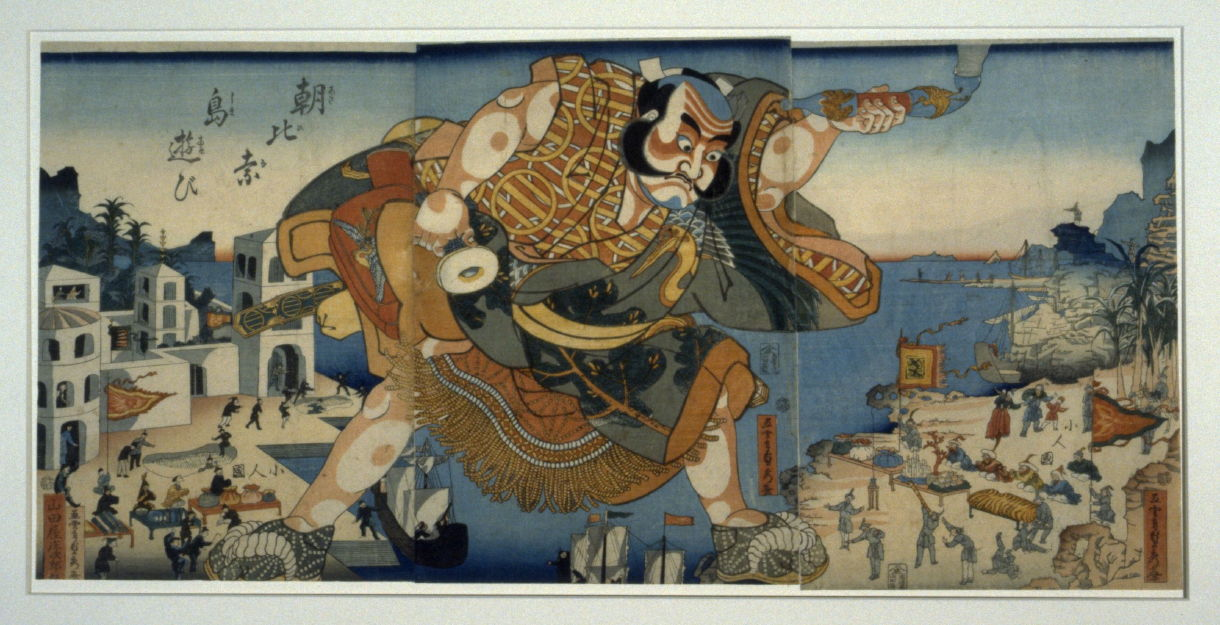
Кобаяси Асахина в стране Пигмеев
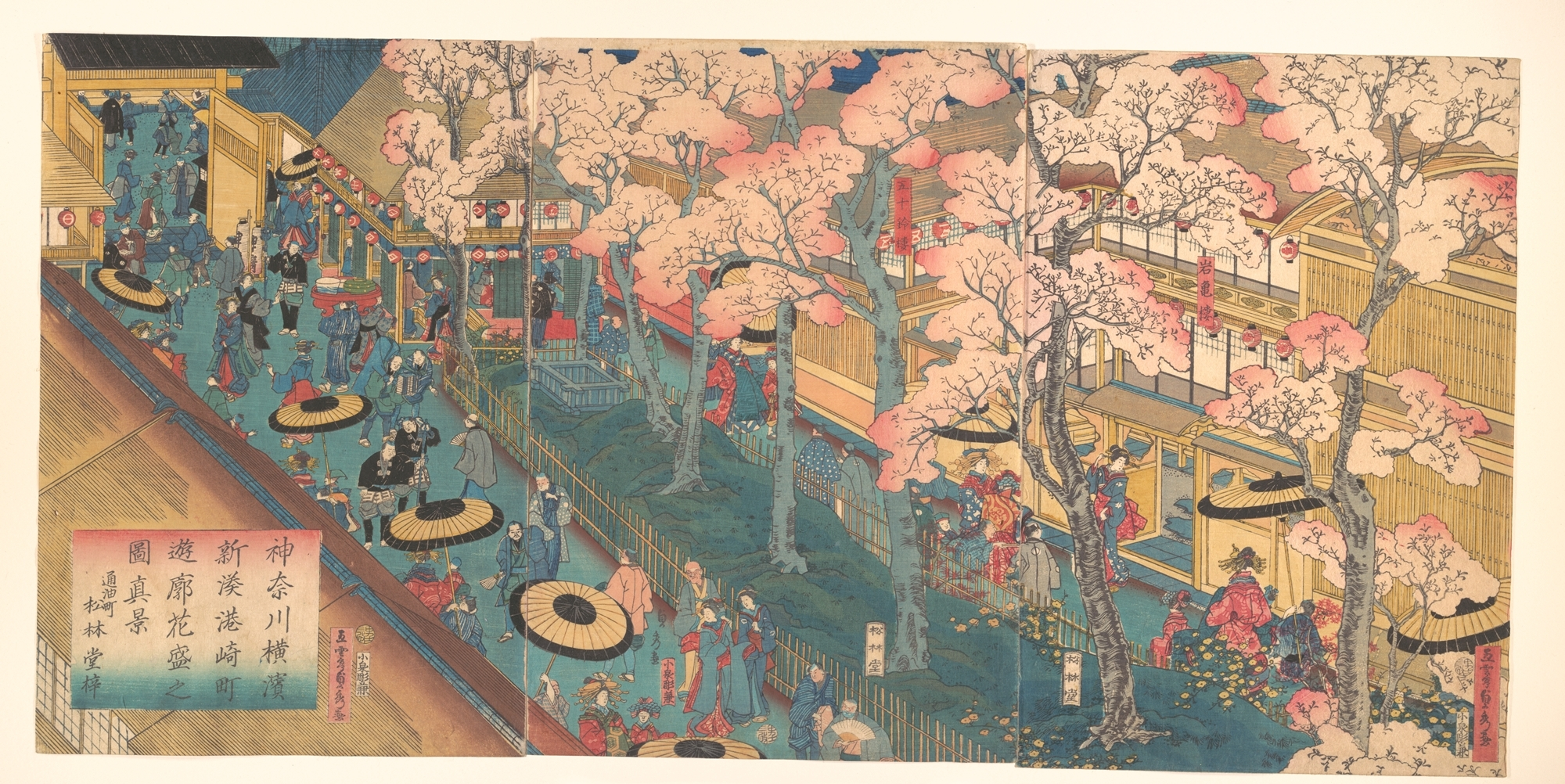
Иокогама, квартал развлечений.
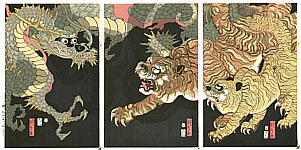
Битва дракона с тигром. Триптих.
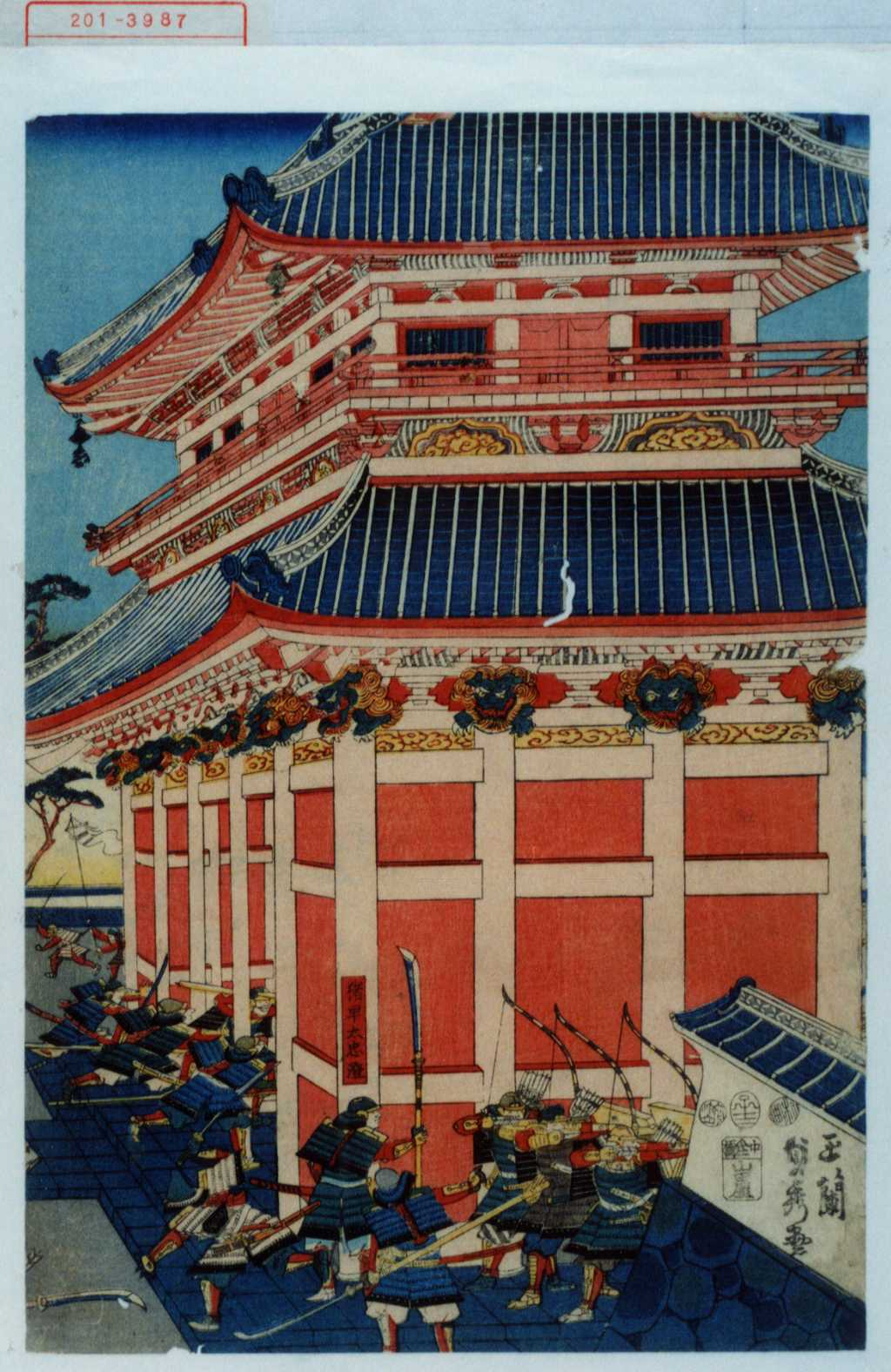
Нападение на императорский дворец. Фрагмент.